# Tereza Golmajer
Tereza Golmajer, hrvaška učiteljica slovenskega rodu, * 8. maj 1863, Opčine, † 11. avgust 1950, Kostrena, Hrvaška.
Rodila se je v družini Ivana in Franice Sosič. V Trstu je končala žensko učiteljišče ter se leta 1889 poročila s pomorskik častnikom Josipom Golmajerjem. Od 1892 je živela v Buzetu, kjer je imel soprog manjšo trgovino in učila na tamkajšnji osnovni šoli. Bila je prva hrvaška učiteljica v Buzetu. Leta 1922 se je po moževi smrti preselila v Kostreno.